# Фердинандова чешма
Фердинандовата чешма, Извор „Цар Фердинанд“ или Фердинанка, е чешма и български военен паметник в близост до разрушения град Дойран, край днешните села Стар Дойран и Нов Дойран в Северна Македония.
Изграден е от българската армия през 1916 година в чест на българските войници и успехите им на Солунския фронт през Първата световна война по време на Дойранската епопея. Посветен е на войниците от 34-ти пехотен троянски полк от 9-а плевенска дивизия.
През 2007 година България прави опити за възстановяване на Фердинандовата чешма, която е в окаяно положение, но тогава не получава подкрепа за това от Северна Македония.  През 2010 година чешмата е възстановена по инициатива на община Дойран и кмета на троянското село Добродан Христо Данов.
Надписа на паметника гласи:
| „ | Изворъ „Царь Фердинандъ“ въ памѣть на загиналитѣ герои отъ 34 пѣх. троянски полкъ прѣзъ войнитѣ 1913-1918 год. | “ |